# Последњи Мохиканац (роман)
Последњи Мохиканац: Наратив из 1757. је историјски љубавни роман који је написао Џејмс Фенимор Купер 1826. године. То је друга књига пенталогије Тhe Leatherstocking Tales pentalogy и најпознатија је савременој публици. The Pathfinder, објављен 14 година касније, 1840. године, је његов наставак; његов прекуел, The Deerslayer, објављен је годину дана након The Pathfinder. Радња романа Посљедњи Мохиканац смјештен је 1757. године, током француског и индијског рата (сјеверноамеричко позориште Седмогодишњег рата), када су се Француска и Велика Британија бориле за контролу над Сјеверном Америком. Током овог рата, и Французи и Британци су користили савезнике Индијанаца, али Французи су били посебно зависни, пошто су Британци били бројчано надјачани у сјевероисточним пограничним областима. Конкретно, догађаји у роману смјештени су непосредно прије, током и послије опсаде тврђаве Вилијам Хенри.
Радња романа је смештена првенствено у област језера Џорџ у Њујорку, са детаљима о транспорту двије ћерке пуковника Манроа, Алис и Коре, на безбједну дестинацију у Форт Вилијам Хенри. Међу караваном који чува жене су граничар Нети Бампо, мајор Данкан Хејворд, учитељ пјевања Дејвид Гамут и Индијанци Чингачгук и Ункас, потоња двојица су насловни ликови романа. Ови ликови се понекад посматрају као микрокосмос новог америчког друштва, посебно у погледу њиховог расног састава.
Роман је од објављивања био један од најпопуларнијих романа на енглеском језику и често му се додјељује лектира на курсевима америчке књижевности. Адаптиран је више пута и на многим језицима за позоришне и телевизијске филмове и цртане филмове.

## Историјска позадина
У вријеме Куперовог писања, многи амерички досељеници су вјеровали и одржавали мит да Индијанци нестају, вјерујући да ће на крају бити асимилирани или убијени у потпуности због геноцидне структуре колонијализма насељеника. Нарочито на Истоку, пошто је земља домородаца покрадена и насељена у име експанзије САД и Џеферсоновог аграризма, наратив да су многи домородачки народи „нестали“ је преовладавао у оба романа као што су Куперове и локалне новине. 
Ово је омогућило досељеницима да себе виде као изворне људе ове земље и ојачало њихово вјеровање у европску етничку и расну супериорност кроз, између осталог, начела научног расизма. На овај начин, Купер је био заинтересован за амерички наратив о напретку када је већи број колониста повећавао притисак на Индијанце, што би они и Купер тада сматрали „природним“.
Купер је одрастао у Копертаун (Њујорк), који је његов отац основао у тадашњем западном пограничном насељу које се развило после Револуционарног рата.
Купер је поставио овај роман током Седмогодишњег рата, међународног сукоба између Велике Британије и Француске, која је имала фронт у Северној Америци који су англоамерички колонисти знали као Француско-индијски рат. Сукоб је окупио америчке насељенике и минималне регуларне снаге против краљевских француских снага, при чему су се обе стране такође ослањале на савезнике Индијанаца. Рат се првенствено водио дуж граница британских колонија од Вирџиније до Нове Шкотске.
У прољеће 1757. године потпуковник Џорџ Монро постао је командант гарнизона Форт Вилијам Хенри, који се налази на језеру Џорџ у провинцији Њујорк. Почетком августа, генерал-мајор Луј-Жозеф де Монткалм и 7.000 војника опседали су тврђаву. Дана 2. августа генерал Веб, који је командовао тим подручјем из своје базе у Форт Едварду јужно од језера, послао је 200 редовних војника и 800 милиција Масачусетса да појачају гарнизон код Вилијама Хенрија. У роману, ово је рељефна колона којом путују Монрове ћерке.
Монро је 3. августа послао гласнике на југ у Форт Едвард тражећи појачање, али је Веб одбио да пошаље било кога од својих процењених 1.600 људи на сјевер јер су они били све што је стајало између Француза и Албанија. Он је 4. августа писао Мунроу да треба да преговара о најбољим могућим условима; ова комуникација је пресретнута и достављена Монткалму. У Куперовој верзији, писмо је носио Бумпо када је он, и оно, пао у француске руке.
Монткалм је 7. августа послао људе у тврђаву под заставом примирја да испоруче Вебову депешу. До тада су зидови тврђаве били пробијени, многа оруђа су била бескорисна, а гарнизон је имао значајне губитке. Након још једног дана бомбардовања од стране Француза, Монро је подигао белу заставу и пристао да се повуче уз условну слободу.
Када је повлачење почело, неки од Монткалмових индијских савезника, љути због изгубљене прилике за плијен, напали су британску колону. Куперов извјештај о нападу и посљедицама је језив и помало нетачан. Детаљна реконструкција акције и њених посљедица указује да се коначан број британских несталих и мртвих креће од 70 до 184; више од 500 Британаца је заробљено у заробљеништву.

## Сажетак романа
Кора и Алис Манро, ћерке потпуковника Манроа, путују са мајором Данканом Хејвардом из Форт Едварда у Форт Вилијам Хенри, гдје Манро командује, и добијају још једног пратиоца у Дејвиду Гамуту, учитељу пјевања. Кроз шуму их води домородац по имену Магуа, који их води пречицом без пратње британске милиције. Хејворд је незадовољан Магуином пречицом, а група лута невођено и коначно се придружује Нети Бампу, познатом као Јастребово око, извиђачу Британаца, и његова два пријатеља Мохиканца, Чингачгуку и његовом сину Ункасу. Хејворд постаје сумњичав према Магуи, а Јастребово око и Мохиканци се слажу са његовом сумњом да је Магуа извиђач Хурона који је тајно био у савезу са Французима. Након открића као таквог, Магуа бјежи, и у (тачном) вјеровању да ће се Магуа вратити са појачањем Хурона, Јастребово око и Мохиканци воде своје нове пратиоце до скривене пећине на острву у ријеци. Тамо их нападају Хурони и њихова муниција се убрзо исцрпљује. Знајући да ће одмах бити убијени, али да ће енглеска страна натјерати вриједне заробљенике, Око соколово и Мохиканци бјеже, уз обећање да ће се вратити по своје пратиоце.
Магуа и Хурони заробљавају Хејворд, Гамута и сестре Мунро. Магуа признаје да се жели осветити Корином оцу, пуковнику Мунроу, што га је вискијем претворио у алкохоличара (што га је привремено избацило из Хурона), а затим га бичевао на постаји због пијаног понашања. Он нуди да поштеди забаву ако му Кора постане жена, али она одбија. Након другог одбијања, осуђује затворенике на смрт. Јастребово око и Мохиканци спасавају сву четворицу и воде их до трошне зграде која је била укључена у битку између Хурона и Британаца пре неколико година. Поново су скоро нападнути, али Хурони напуштају подручје, радије него да узнемирују гробове својих племена.
Сљедећег дана, Јастребово око води групу до Форт Хенрија, после опсаде француске војске. Мунро шаље Јастребово око у Форт Едвард по појачање, али га заробљавају Французи, који га испоручују у Форт Хенри без писма. Хејворд се враћа пуковнику Манроу и објављује своју љубав према Алис, а Манро даје дозволу за Хејвордово удварање. Француски генерал Монткалм позива Мунроа на разговор и показује му писмо генерала Веба, у којем британски генерал одбија појачање. На ово, Манро пристаје на Монткалмове услове: да британски војници, заједно са својим женама и дјецом, морају напустити тврђаву и повући се из рата на осамнаест мјесеци. Изван тврђаве, колону британских евакуисаних издају и упадају у заседу 2.000 хуронских ратника; у масакру који је уследио, Магуа киднапује Кору и Алис и води их према селу Хурон, са Дејвидом Гамутом у потери.
Јастребово око, Мохиканци, Хејворд и пуковник Мунро преживљавају масакр и крећу да прате Магуу, и прелазе језеро како би пресрели његов траг. Наилазе на групу Хурона на обали језера, који примјећују путнике. Слиједи потјера кануом, у којој спасиоци стигну до копна пре него што Хурони успију да их убију, и на крају прате Магуу до села Хурона. Овдје проналазе Гамута (раније поштеђеног од Хурона као безопасног лудака), који каже да се Алиса држи у овом селу, а Кора у једном селу Ленапе (Делавер).
Прерушен у француског лекара, Хејворд улази у село Хурон са Гамутом да спасе Алис; Јастребово око и Ункас су кренули да спасу Кору, а Мунро и Чингачгуку остају на сигурном. Ункаса заробљавају Хурони и остављају га да гладује када издржи мучење, а Хејворд не успијева да пронађе Алис. Хуронски ратник тражи од Хејварда да излијечи његову луду жену, а Јастребово око их уходи под маском медвједа. Они улазе у пећину у којој се налази луда жена, а ратник одлази. Убрзо након што је Хејворду открио његов идентитет, Јастребово око га прати и они проналазе Алис. Открива их Магуа, али га савладава и остављају га везаног за зид. Након тога Хејворд бежи са Алисом, док Јастребово око остаје да спасе Ункаса. Гамут убеђује Хурона да дозволи њему и његовом магичном медведу (прерушено Јастребово око) да приђу Ункасу и они га одвежу. Ункас облачи маску медведа, Око соколово носи Гамутову одећу, а Гамут остаје у углу опонашајући Ункаса. Ункас и Јастребово око беже путујући до села у Делаверу где Кору држе, баш када Хурони сумњају да нешто није у реду и проналазе Магуу везану у пећини. Магуа прича свом племену пуну причу иза преваре Хејварда и Јастребовог ока прије него што преузме вођство Хурона, који се заклињу на освету.
У бици која је услиједила, Делаварима се придружују Чингачгук и Мунро, и на крају побјеђују Хуроне и заузимају њихово село, али Магуа бјежи са Кором и још два Хурона; Ункас, Јастребово око, Хејворд и Гамут прогоне их до високе планине. У борби на ивици литице, један од Хурона убија Кору, Гамут убија једног од Хурона, Магуа убија Ункаса, а Јастребово око убија Магуа. Роман се завршава опширним приказом сахрана Ункаса и Коре у селу Делавер, а Јастребово око поново потврђује своје пријатељство са Чингачгуком. Таменунд прориче: „Блиједолики су господари земље, а вријеме црвених људи још није дошло...“

## Ликови у роману
- Чингачгук, посљедњи поглавица племена Мохикана, пратилац сестара Мунро. Отац Ункаса, а послије његове смрти, истоимени "Последњи Мохиканац". Његово име је била реч Унами Делаваре која значи „Велика змија“.[11]
- Ункас – син Чингачгука и назван од њега „Последњи Мохиканац“, пошто није било чистокрвних Мохиканки са којом се могао оженити.[12] Такође је познат као Ле Церф Агиле, гранични лос.
- Натанјиел Бумппо/Хавк-ај: Œил де Фаукон; граничар који постаје пратња сестрама Мунро. Индијанцима и Французима познат као ла Лонгуе карабин због свог гађања и препознатљивог оружја.
- Магуа – зликовац: поглавица Хурона прогнан из свог племена због пијанства; познат као ле Ренард субтил („Ликава лисица“).

## Наслијеђе
Посљедњи Мохиканац је најпопуларније дјело Џејмса Фенимора Купера. То је утицало на популарно мишљење о америчким Индијанцима и пограничном периоду историје источне Америке.

## Адаптација романа

### Филм
Бројни филмови су засновани на дугачкој књизи, правећи различите резове, компресије и измјене. Америчке адаптације укључују сљедеће филмове:
- Leather Stocking (1909), редитељ David Wark Griffith;
- The Last of the Mohicans, (1911), главна улога James Cruze, редитељ Theodore Marston;
- The Last of the Mohicans (1920), главна улога Wallace Beery;
- The Last of the Mohicans (1932), серијал, главна улога Harry Carey;
- The Last of the Mohicans (1936), главне улоге Randolph Scott и Bruce Cabot;
- Last of the Redmen (1947), главне улоге Jon Hall и Michael O'Shea;
- The Iroquois Trail (1950), главне улоге George Montgomery;
- Fall of the Mohicans (1965), главне улоге Jack Taylor, José Marco (José Joandó Roselló), Luis Induni и Daniel Martin;
- The Last of the Mohicans (1968);
- Last of the Mohicans (1977);
- The Last of the Mohicans (1992), главне улоге Данијел Деј Луис.

### Радио
Последњи Мохиканац је адаптиран за радио у двије једночасовне епизоде које је режирао Мајкл Фокс и емитоване на BBC Radio 4 1995. године (накнадно на BBC Radio 4 Extra), са Мајклом Фиестом, Филипом Франксом, Хелен Мекрори и Наоми Редклиф.

### Опера
Оперска верзија Алве Хендерсон премијерно је изведена у Вилмингтону, Делавер, 1976. године.
Године 1977., Lake George Opera је представила исто дијело.

### Стрипови
Класични стрип бр. 4, Посљедњи Мохиканац, први пут је објављен 1942. године.
Marvel Comics је објавио двије верзије приче: 1976. године верзију са једним издањем као дио њихове серије ''Marvel Classics Comics'' (број 13). Године 2007. објавили су мини серију од шест издања за почетак нове серије ''Marvel Illustrated''.
Чувени манга умјетник ''Shigeru Sugiura'' написао је и илустровао веома лабаву манга адаптацију приче 1952-3. године (прерађена 1973-1974. године). Ова адаптација је под великим утицајем америчких филмова и вестерн стрипова и испуњена је апсурдним хумором и анахроним шалама. Енглески превод Сугиурине верзије из 1973-4. године, укључујући подужи есеј о Сугиуриним умјетничким утицајима, објављен је у Сједињеним Америчким Државама 2013. године.